# Joanna Kściuczyk-Jędrusik
Joanna Kściuczyk-Jędrusik – polska śpiewaczka operowa (sopran), primadonna Opery Śląskiej, konferansjer.

## Życiorys
Absolwentka IV Liceum Ogólnokształcącego im. Marii Skłodowskiej-Curie w Chorzowie.
Absolwentka Wydziału Wokalno-Aktorskiego Akademii Muzycznej w Gdańsku. Debiutowała partią Paminy w Czarodziejskim flecie Wolfganga Amadeusa Mozarta w Düsseldorfie.
Od 1992 solistka Opery Śląskiej w Bytomiu.
19 grudnia 2010 wystąpiła wraz z Leokadią Duży w Sali Koncertowej im. Adama Didura w cyklu pt. Spotkanie z Artystą.
Poza repertuarem operowym śpiewa także muzykę oratoryjno-kantatową oraz operetkową i popularną.

## Życie prywatne
Żona Jacentego Jędrusika, aktora. Ma syna Filipa.

## Role operowe
- Don Giovanni – Donna Anna
- Eugeniusz Oniegin– Tatiana
- Madame Butterfly – rola tytułowa
- Pajace – Nedda
- Tannhäuser – Wenus
- Borys Godunow – Maryna
- Cyganeria – Mimi
- Rycerz Sinobrody – Boulotte
- Don Carlos – Elżbieta
- Halka – rola tytułowa
- Księżniczka czardasza – Sylwia
- Zemsta nietoperza – Rozalinda
- Carewicz – Sonia
- Orfeusz i Eurydyka – Eurydyka
- Hrabina Marica – rola tytułowa
- Wesoła wdówka – rola tytułowa

## Dyskografia
W 1996 wraz z Orkiestrą Dętą KWK Staszic nagrała płytę ze śląskimi pieśniami regionalnymi Karczma śląska – górnicza biesiada
- 2001: W krainie operetki Zagraj mi melodię swą
- 2004: W krainie operetki Wino kobiety, śpiew
- 2012: Opera Śląska poleca – hity operowe i operetkowe[8]

## Nagrody i wyróżnienia
- 1996: laureatka nagrody Wojewody Śląskiego dla młodych twórców
- 2005: nominacja do nagrody Marszałka Województwa Śląskiego Złota Maska za role Eurozy i Halki.